# 마르크 나이마르크
마르크 아로노비치 나이마르크(러시아어: Марк Ароно́вич Наймарк, 우크라이나어: Ма́рко Ароно́вич Наймарк 마르코 아로노비치 나이마르크[*], 독일어: Mark Aronowitsch Neumark 마르크 아로노비치 노이마르크[*], 1909~1978)는 우크라이나 태생의 수학자이다. 함수해석학에 공헌하였다.

## 생애
1909년에 당시 러시아 제국의 일부였던 우크라이나 오데사의 유대인 가정에서 태어났다. 아버지 아론 야코블레비치 나이마르크(러시아어: Арон Яковлевич Наймарк)는 화가였으며, 어머니는 제피르 모이세예브나 나이마르크(러시아어: Зефир Моисеевна Наймарк)였다.
1929년에 오데사의 한 대학교에 입학하여 수학과 물리학을 공부하였다. 1932년에 라리사 페트로브나 셰르바코바(러시아어: Лариса Петровна Щербакова)와 결혼하였다.
1933년에 마르크 크레인 아래 오데사 대학교에서 석사 과정을 시작하였다. 1938년에 모스크바의 스테클로프 수학연구소에서 박사 과정을 시작하였고, 1941년에 졸업하였다.
같은 해에 나치 독일이 소비에트 연방을 침공하였다 (바르바로사 작전). 이 때문에 나이마르크는 타슈켄트로 피난하였으며, 1943년에 모스크바로 돌아왔다.
1962년에 스테클로프 수학 연구소 교수가 되었다.
1978년 12월 30일에 병사하였다.